# Diepkloof Rock Shelter
Il Diepkloof Rock Shelter è una grotta nella roccia situata nella provincia del Capo Occidentale, in Sudafrica, in cui sono state trovate alcune delle più antiche prove dell'uso dei simboli da parte dell'uomo, nella forma di incisioni effettuate su gusci d'uovo di struzzo che fungevano da contenitori d'acqua. Questi oggetti risalgono a circa 60 000 anni fa.
I simboli sono composti da righe intersecate ad angolo retto o obliquamente. È stato ipotizzato che "tramite la ripetizione di questo motivo, i primi uomini tentassero di comunicare qualcosa. Forse tentavano di sprimere l'identità dell'individuo o del gruppo".

## Descrizione
La grotta si trova a cira 17 km dalla costa dell'oceano Atlantico, in un'area semi-arida, nei pressi di Elands Bay, circa 150 km a nord di Città del Capo. È scavata in un blocco di arenaria di quarzite, in un butte sopraelevato di 100 m dal fiume Verlorenvlei. Contiene una delle "più complete e continue sequenza di simboli della tarda media età della pietra del Sudafrica", e va dai 130 000 ai 45 000 anni fa, comprendendo i periodi pre-Stillbay, Stillbay, Howiesons Poort e post-Howiesons Poort. È larga circa 25 metri e profonda 15 metri. Le ricerche di reperti si sono svolte al suo interno, tramite lo scavo di una trincea larga 16 metri e profonda 3,6 metri. Il deposito è composto da residui organici bruciati e non bruciati.
Fu scavata la prima volta nel 1973 da John Parkington e Cedric Poggenpoel. Dal 1999 è stata studiata in collaborazione dal dipartimento di archeologia dell'università di Città del Capo e dall'Institute of Prehistory and Quaternary Geology dell'università di Bordeaux.

## Gusci d'uovo di struzzo incisi
Sono stati trovati 270 frammenti di gusci di struzzo coperti di disegni geometrici. I gusci erano utilizzati come contenitori per l'acqua. I frammenti avevano una dimensione massima di 20–30 mm, anche se alcuni potevano essere uniti tra loro fino a formare frammenti di 80 × 40 mm. È stato stimato che i frammenti siano appartenuti a 25 diversi contenitori. Sono stati rinvenuti frammenti di guscio relativi a tutto il periodo di occupazione della grotta, ma quelli incisi sono solo del periodo Howiesons Poort. Gli strati di questo periodo sono composti da 18 unità stratigrafiche, in particolare da quelle chiamate Frank e Darryl. Questo fa pensare che la tradizione di incidere le uova sia stata millenaria.
Le incisioni sono composte da numerose linee, di cui alcune tratteggiate. Uno dei frammenti ha due linee parallele, che potrebbero essere state circolari attorno al contenitore.
È stato ipotizzato che formassero "un sistema di rappresentazioni simboliche in cui l'identità collettiva e le espressioni individuali sono legate, permettendo di ipotizzare a fondamenti sociali, culturali e cognitivi che si sovrappongono a quelli delle persone moderne". Inoltre, mostrano "lo sviluppo di una tradizione grafica e del complesso uso di simboli per rappresentare le interazioni sociali. Il grande numero di frammenti mostra che vi erano regole per la composizione dei disegni, ma anche spazio per lo sviluppo di preferenze individuali o di gruppo".
Esistono esempi più antichi di simbolismo, risalenti anche a 75000 anni fa. Si tratta di pezzi di ocra incisi rinvenuti nella grotta Blombos, ma sono isolati, ed è difficile assegnargli qualche significato specifico a parte la casualità.
I gusci d'uovo utilizzati avevano un volume medio di un litro. Potrebbero aver avuto beccucci per bere, buchi per facilitarne il trasporto in modo simile alle borracce, e sembrano aver fatto parte della "vita quotidiana dei cacciatori e raccoglitori". Per la loro creazione erano necessarie alcune capacità, ed uno dei ricercatori fece notare che "i gusci d'uovo di struzzo sono abbastanza duri. Fare queste incisioni non è semplice".

## Flora locale
La conservazione nel sito di materiale organico come legno, erba, semi e frutta è stata definita "eccezionale". I resti di polline permettono di identificare piante ed animali locali. Il periodo Howiesons Poort mostra prove dell'esistenza di vegetazione a macchie, oggi tipica delle gole, come ad esempio Diospyros spp., Cassine peragua, Maytenus spp., Rhus spp. e Hartogiella schinoides. Alberi tipici delle zone afromontane sono stati trovati in quest'area, tra cui Ficus spp., Kiggelaria africana, Podocarpus elongatus e Celtis africana. Questo fa pensare ad un ambiente fluviale ricco di legno, ben diverso da quello presente oggi.

## Resti animali
Tra i resti animali ritrovati ci sono quelli di mammiferi, tartarughe e conchiglie marine mesolitorali. Molte delle ossa trovate nella grotta sono appartenute a procavia delle rocce, lepus, Bathyergus suillus, raficeri campestri e altri raficeri. Sono stati trovati anche animali tipici degli ambienti rocciosi, tra cui saltarupi e antilope caprioli. Ci sono anche prove di animali di prateria, con zebre, connochaetes e alcelafi. ippopotami e redunche dei canneti sono stati trovati nel fiume locale. Per quanto riguarda gli animali marini, sono stati trovati frammenti di mitili neri, cymbula granatina e otarie orsine del Capo. Nonostante siano state trovate le uova di struzzo, non esistono reperti delle ossa dell'animale.
Le ossa di tartaruga ritrovate sono soprattutto quelle della chersina angulata. È stato notato che sono "parecchio compatibili con le loro controparti della tarda età della pietra, il che fa pensare a diversi livelli di caccia dei popoli della media e tarda età della pietra".

## Galleria d'immagini

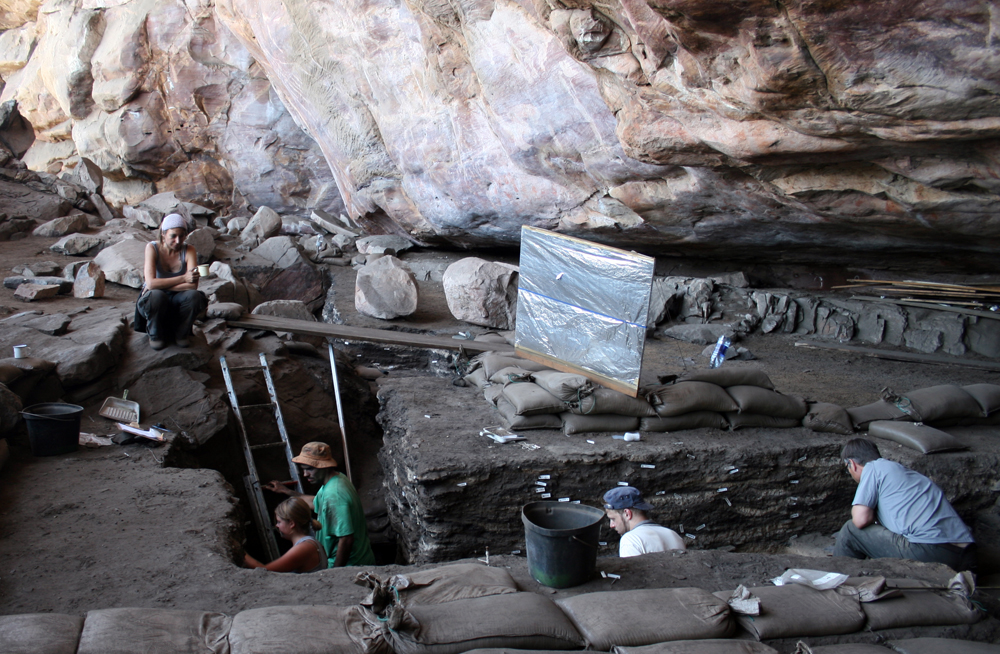
Scavi effettuati durante la stagione archeologica del 2009.
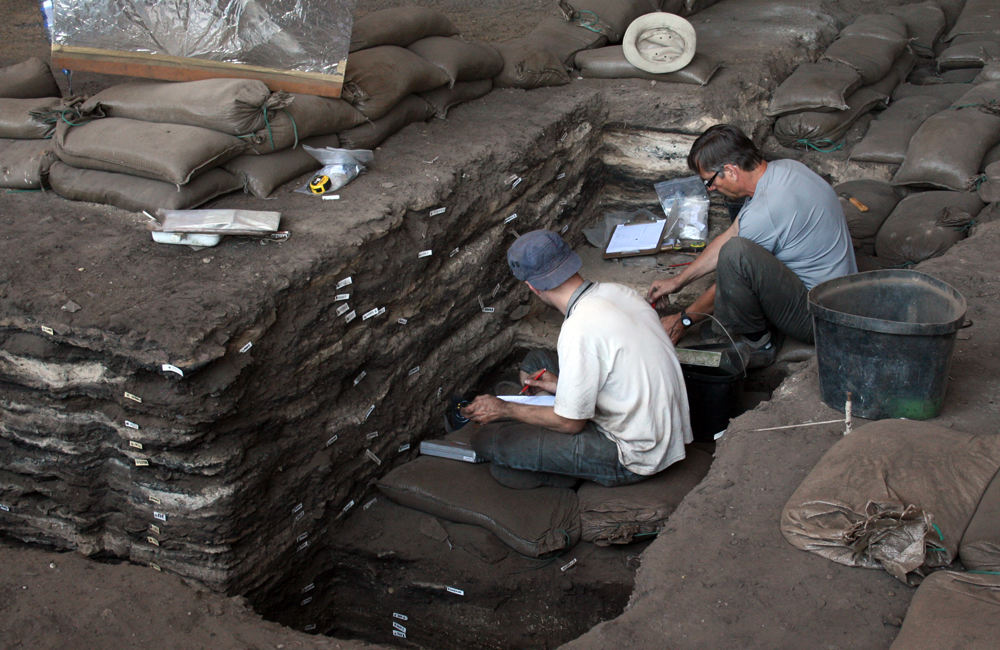
Scavi della parte superiore del deposito.
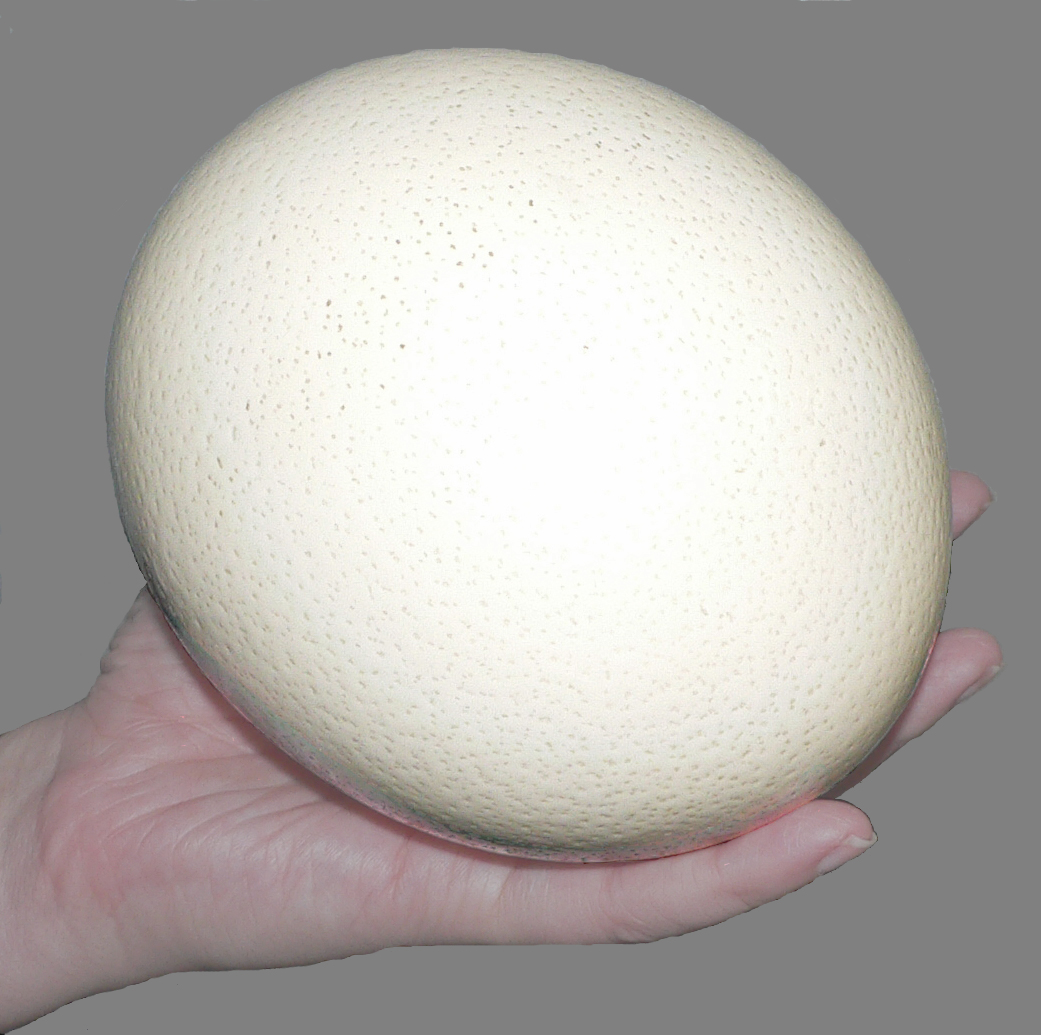
Uovo di struzzo.